# Lucio Filippucci
Lucio Filippucci (Bologna, 30 novembre 1955) è un fumettista italiano.

## Biografia
Nel 1975 comincia a lavorare per alcune serie a fumetti per adulti della Edifumetto; qualche anno dopo, nel 1979, subentra a Milo Manara come disegnatore della serie Chris Lean pubblicata sulla rivista Corrier Boy dove illustra anche numerose storie brevi; lavora anche per il mercato francese in collaborazione con l'amico Giovanni Romanini e, nello stesso periodo, illustra alcune campagne pubblicitarie per alcuni enti locali; sempre per la Edifumetto, disegna 16 episodi della serie Raimbo, pubblicata dal 1985 al 1986 e, in collaborazione con Romanini, la serie I ragazzi della 3ª B, pubblicata dal 1988 al 1989.
Negli anni novanta illustra Il manuale di autodifesa televisiva di Patrizio Roversi per la Sperling & Kupfer e Il manuale della tap model di Syusy Blady per Longanesi. Collabora per molto tempo con la Panini e con altre case editrici per la pubblicazioni di libri per l'infanzia come la Piccoli e la Juvenilia; inizia anche a collaborare con la Sergio Bonelli Editore entrando nello staff della serie Martin Mystère e delle varie serie spin-off.
Nel 2003 illustra il libro della moglie Maria Gabriella Buccioli, I giardini venuti dal vento, che parla dell'orto botanico da loro curato nel comune di Loiano e che riceve il Premio Giardini botanici Hanbury. Nel 2005 riceve il Premio ANAFI come miglior disegnatore.
Nel 2008 realizza il Texone su sceneggiatura di Gino D'Antonio, per poi entrare nello staff di Tex realizzando vari numeri della serie regolare.

## Riconoscimenti
- Premio Lunigiana con il libro Quel tunnel sotto la scuola, con Alberto Savini (1992)[2]
- Mostra personale dedicata dal museo di arte moderna di Prato (2001)[2][1]
- Premio Cartoomics (2004)[3]
- Targa Grandi Autori dal Comune di Falconara (2008).[3]
- Premio Atlantide (2017)[3]
- L'arte di Lucio Filippucci: incontro con il disegnatore di TEX[8]